# Фламандський карбонад
Фламандський карбонад (фр. Carbonade flamande) — м'ясна страва фламандців, яка походить з Фландрії. Нині входить до національної кухні Бельгії, Франції та Нідерландів.

## Спосіб приготування

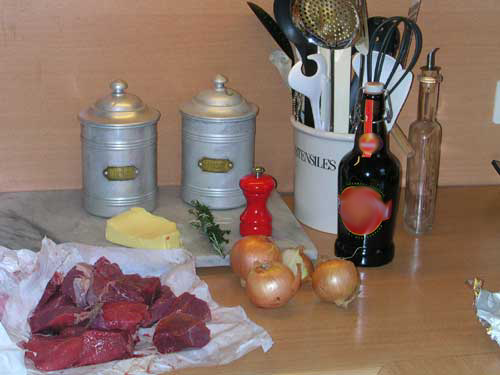
Підготовлені інгредієнти для фламандського карбонаду

Один зі способів приготування передбачає нарізку м'яса (свинини або яловичини) шматками по 100 г, а також відбиття і його обсмаження. Опісля цього обсмажуються дрібно шатковані овочі (зокрема морква, корінь петрушки та цибуля). Усе разом укладається шарами на пательню, зверху покривають товстими скибами хліба (без кірки), які попередньо змазують гірчицею. Додають лавровий лист, посипають кмином і все заливають соусом із пива (за традицією тільки темного). Тримають на слабкому вогні до готовності. Заправляють спеціями і подають з відвареною картоплею і пивом.

## Галерея

Різновиди (варіації)
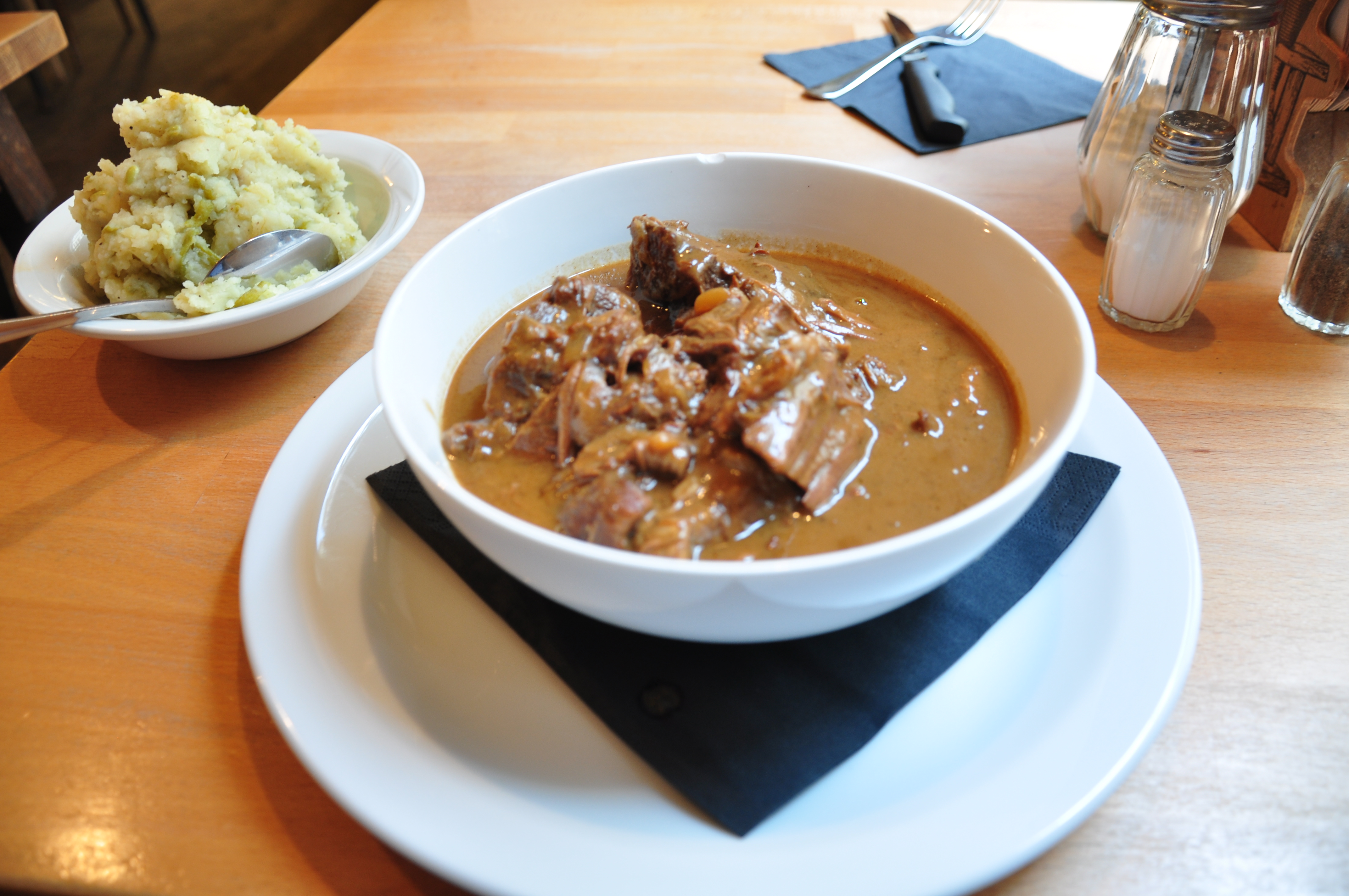
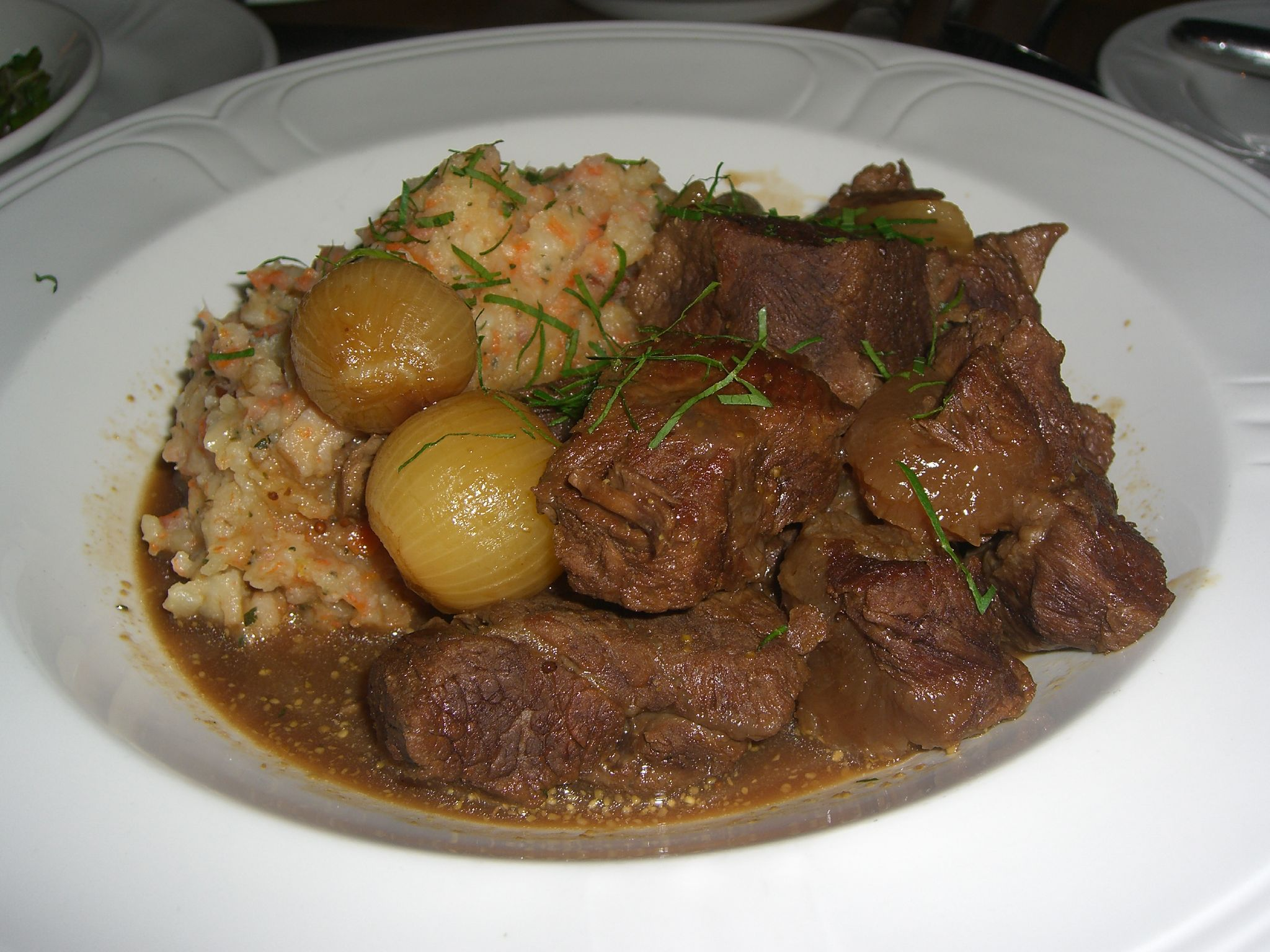
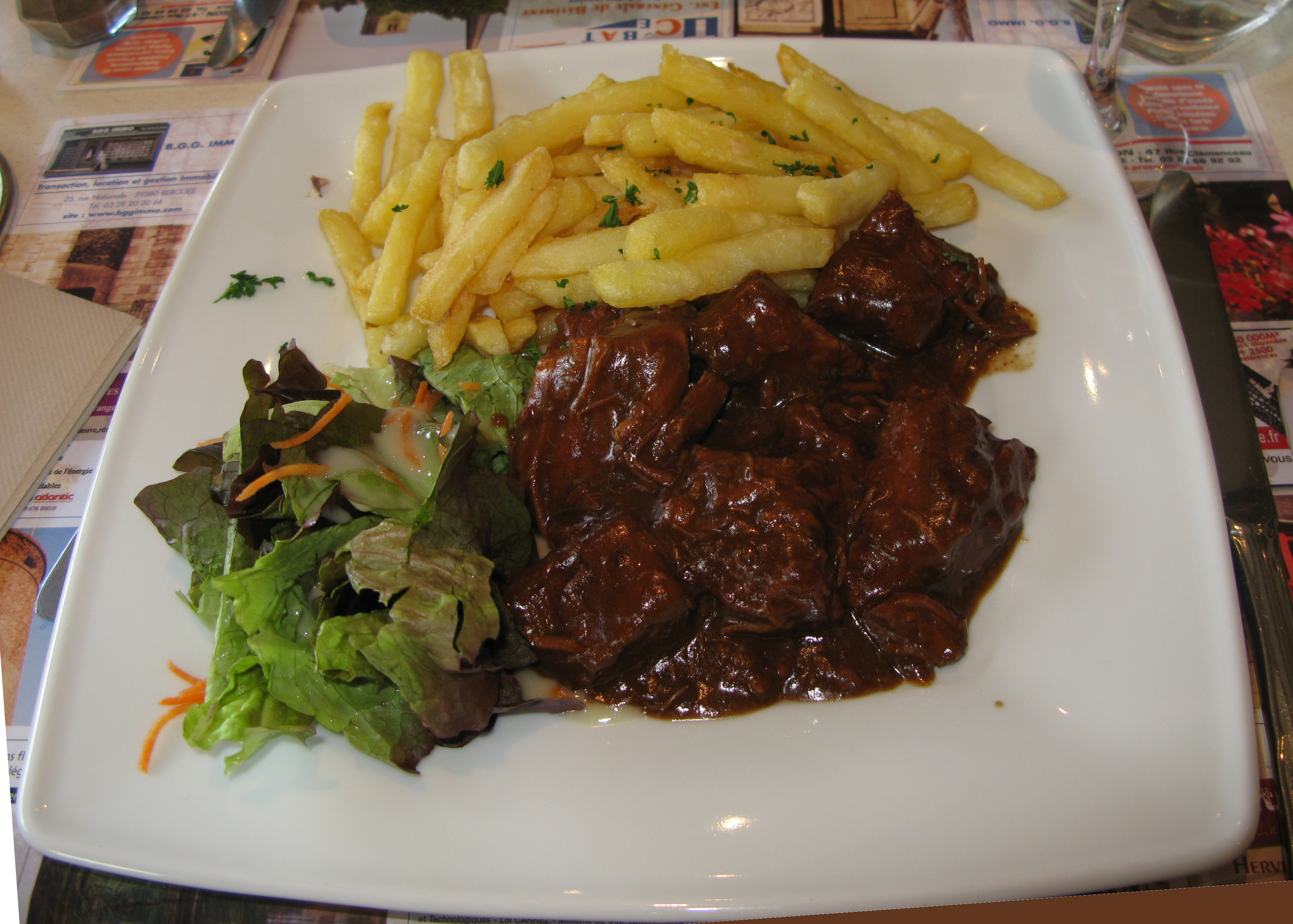
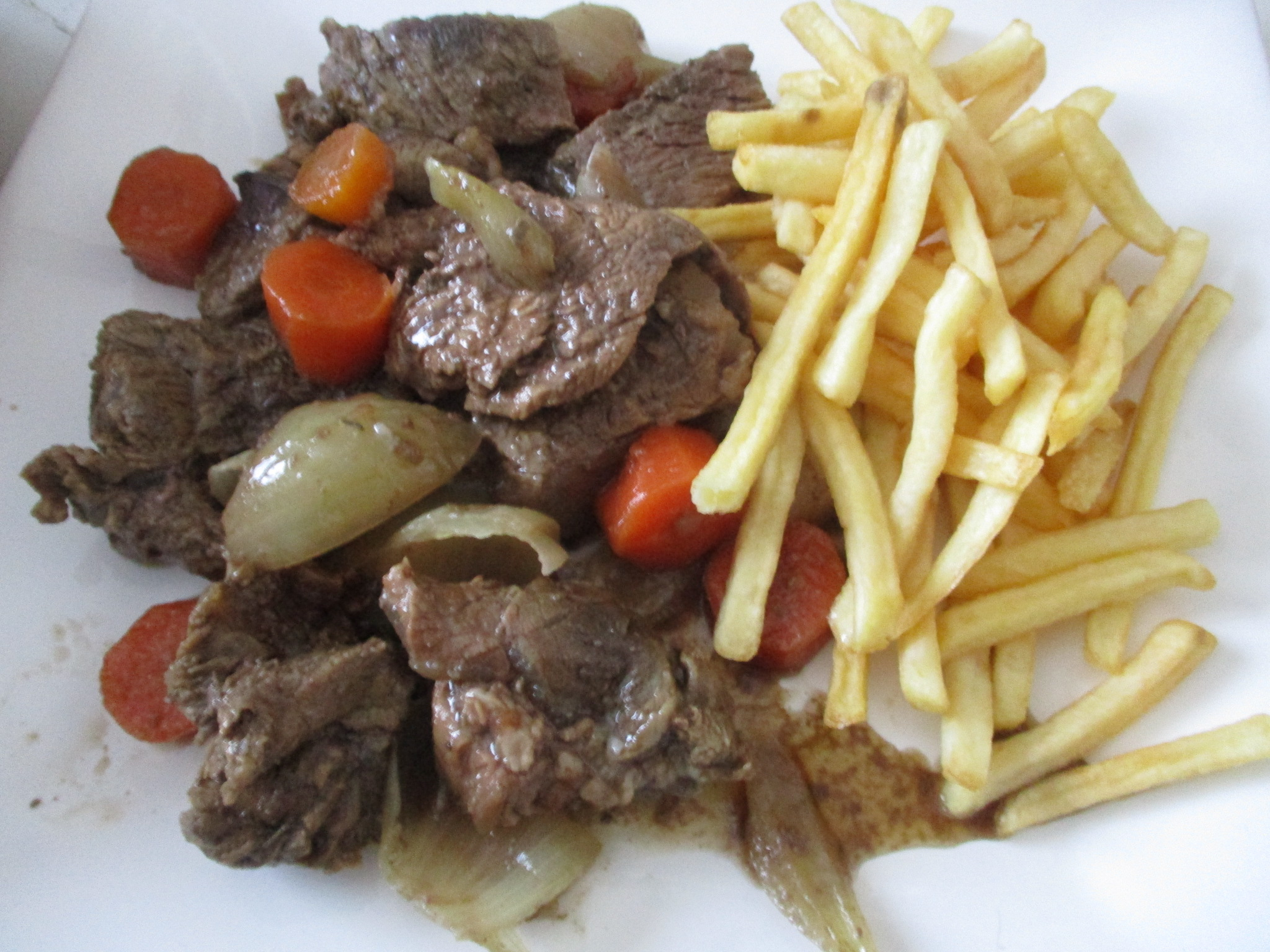